# Chaetormenis unispinosa
Chaetormenis unispinosa är en insektsart som först beskrevs av Schmidt 1906.  Chaetormenis unispinosa ingår i släktet Chaetormenis och familjen Flatidae. Inga underarter finns listade i Catalogue of Life.